# Cerco de Igarassu
O Cerco de Igarassu foi um ataque ocorrido em 1548 à vila de Igarassu, localizada no litoral da Capitania de Pernambuco, Brasil. O ataque foi realizado por indígenas que se levantaram contra os portugueses devido à escravização de alguns deles.

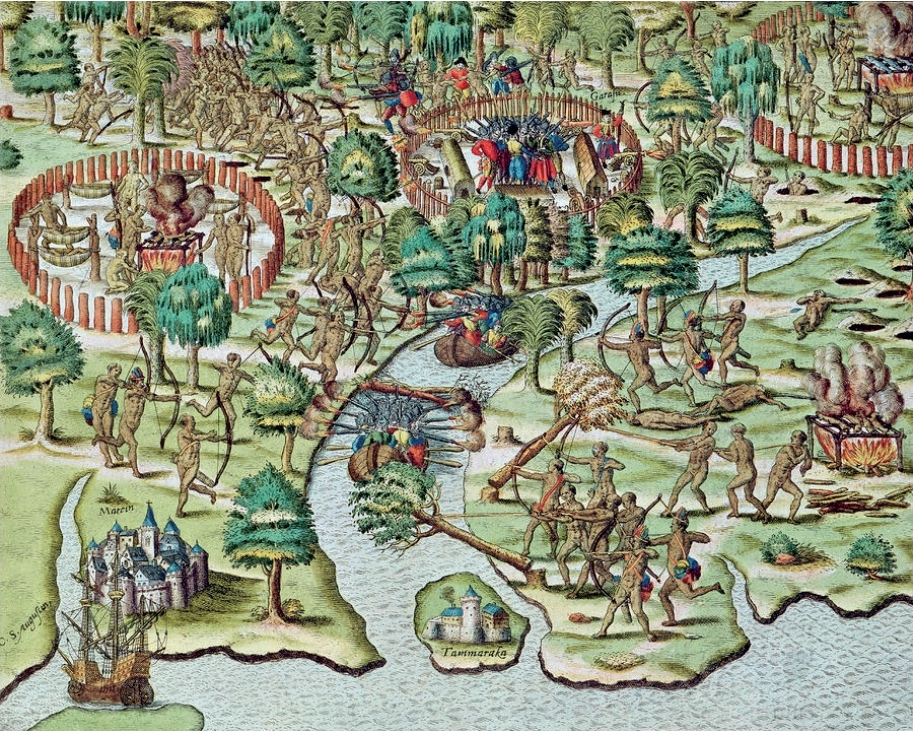
Gravura de Theodore de Bry representando os “cercos de Igarassu” em Pernambuco no ano de 1549, descrita por Hans Staden. Na parte inferior, o Castelo de Duarte Coelho à esquerda e a Feitoria da Ilha de Itamaracá à direita.

## Antecedentes
No século XVI, a região de Igarassu era habitada pela nação indígena dos caetés, que eram descendentes do grupo tupinambá. Os caetés habitavam o litoral entre a Ilha de Itamaracá e o rio São Francisco. Eles estabeleceram aliança com comerciantes franceses que percorriam a costa brasileira, tornando-se inimigos dos portugueses. Com a chegada dos colonizadores lusitanos, iniciou-se um processo de escravização dos indígenas, o que gerou revolta por parte dos nativos.

## O cerco
No ano de 1548, os indígenas caetés se revoltaram contra os portugueses. A vila de Igarassu era defendida apenas por uma estacada de madeira circundante. Uma expedição foi enviada em socorro aos colonos sitiados. O evento é relatado por Hans Staden em sua obra. Gravuras de Theodor de Bry representam os "cercos de Igarassu" ocorridos nesse período. Uma dessas gravuras, datada de 1549, é mencionada em relação ao ataque dos índios caetés à vila de Igarassu em Pernambuco.

## Consequências
Após o Cerco de Igarassu e outros conflitos, os caetés foram considerados "inimigos da civilização" e, com o aval da Igreja Católica, tornaram-se alvos de perseguição pelo governador Mem de Sá, que determinou a escravização de todos os membros da tribo. Embora exista a narrativa de que os caetés foram exterminados, fontes recentes indicam que muitos fugiram e se adaptaram ao modo de vida do colonizador, havendo um movimento atual de retomada étnica por parte de seus descendentes.